# العضلات بين العظام الراحية

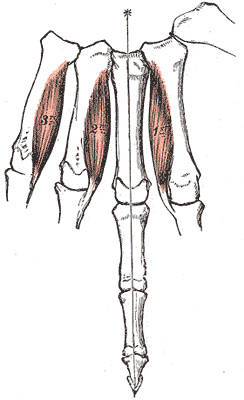
صورة للعضلات بين العظام الراحية

العضلات بين العظام الراحية (أو الأخمصية) في علم التشريح البشري (بين العظام الأخمصية في الأدبيات الطبية القديمة) هي ثلاث عضلات صغيرة أحادية الوتر في اليد، وتقع بين عظام مشط اليد وترتبط بالسبابة، والبنصر، والخنصر. وهم أصغر من العضلات بين العظام الظهرية.

## البنية
تنشأ جميع العضلات بين العظام الراحية على طول الوجوه الراحية للأمشاط التي تمثّلها. تمر بين قاعدة السلاميات البعيدة والعضلة الباسطة للأصابع لنفس السلامية.

### العضلة بين العظام الإبهامية الراحية
تقع العضلة بين العظام الراحية الأولى (الإبهامية الراحية) في الجانب الإنسي للإبهام. تمر بين العضلة بين العظام الظهرية الأولى والرأس المائل للعضلة المقربة لإبهام اليد، وترتكز بعد ذلك بين قاعدة السلامية القريبة من الإبهام والعضلة المقربة لإبهام اليد.
توجد العضلة الراحية الإبهامية بين العظام (PPIM) عند أكثر من 80% من الأفراد، ووصفها هنلي لأول مرة عام 1858. ووصفها العديد من علماء التشريح منذ ذلك الحين، لكن آخرين إما فشلوا في تمييزها أو اعتبروها جزءًا إما من العضلة المقربة لإبهام اليد أو العضلة المثنية القصيرة لإبهام اليد. ومع ذلك ينشأ الرأس العميق للعضلة المثنية القصيرة لإبهام اليد من العظم السمسمي الذي يقع على الجهة الزندية من إبهام اليد والجزء المائل من العضلة المقربة لإبهام اليد، بالإضافة إلى قواعد عظام المشطَين الثاني والثالث، دون تدخل قاعدة المشط الأول.

### العضلات بين العظام المركزية الراحية
تنشأ العضلات بين العظام الراحية الثلاثة الأخرى على جانب المشط المواجه لخط منتصف اليد (على طول الإصبع الطويل)، فالثانية متصلة بالجانب الإنسي من السبابة، والثالثة بالجانب الوحشي من البنصر، والرابعة بالجانب الوحشي للإصبع الصغير. تمر أوتار هذه العضلات الثلاثة خلف الرباط المستعرض العميق قبل ارتكازها على العضلة الممدة الباسطة.

### التعصيب
يعصب الفرع العميق من العصب الزندي جميع عضلات اليد بين العظام (الراحية والظهرية).

### التروية الدموية
تروي الشرايين السنعية الراحية الممتدة من القوس الراحية العميقة العضلات بين العظام الراحية.

## الوظيفة
تقرّب العضلات بين العظام الراحية الأصابع نحو الإصبع الأوسط. وذلك بعكس ما تفعله العضلات بين العظام الظهرية التي تبعد الأصابع بعيدًا عن الإصبع الأوسط. من وظائفها الأخرى أيضًا (مثل بين العظام الظهرية) ثني الإصبع عند المفصل السنعي السلامي وبسط الإصبع عند المفصل السلامي السلامي وبالتالي يساعدون العضلات الخراطينية لليد في أداء وظيفتها.
تعتبر العضلات بين العظام الراحية والظهرية والعضلات الخراطينية عناصر مهمة للوظيفة الانبساطية للإصبع. تساهم بعض ألياف العضلات بين العظمية بشكل مباشر في الغشاء المحيط المحيط بالسلاميات القريبة. تمر المجموعات الثلاث الأساسية للعضلات الراحية عبر محور المفاصل السنعية السلامية، وبالتالي تساهم في الانثناء. لا يمكن أن ينتج التمدد في المفاصل بين السلامية عن طريق العضلة باسطة الأصابع وحدها، ولكن يضيف الانقباض النشط لإحدى المجموعات الثلاثة المذكورة أعلاه مساهمة مباشرة في عملية البسط.

## عند الحيوانات الأخرى
تغيب العضلة بين العظام الإبهامية الراحية (PPIM) عند الرئيسيات غير البشرية، وربما تكون عضلة ذاتية الشكل فريدة من نوعها تميز الإبهام البشري (إضافة للعضلة المثنية الطويلة)، والتي ربما تطورت من الجزء المائل من العضلة المقربة. عند القردة الأفريقية، تكون العضلات المقربة لإبهام اليد متطورة بشكل ملحوظ، وتنشأ من الرسغ والأربطة المحيطة، وترتكز بعيدًا على السلاميات، وقد يصل ارتكازها أحيانًا إلى السلامية البعيدة. قد يكون سبب هذا الارتكاز هو آلية تطورية للتكيف مع استخدام الأداة عند البشر الأوائل. نظرًا لأن دراسات التشريح المقارن التي أجريت على العضلة بين العظام الإبهامية الراحية البشرية تشير بقوة إلى أن العضلة مشتقة تطوريًا من العضلة المقربة، اقتُراح أنه يجب تسميتها العضلة المقربة الإبهامية الإضافية، للإشارة إلى أن هذه العضلات هي على الأرجح بنية جديدة مشتقة من العضلة المقربة لإبهام اليد.